# Vauvenargues (Bouches-du-Rhône)
Vauvenargues település Franciaországban, Bouches-du-Rhône megyében. Lakosainak száma 1058 fő (2022. január 1.). Vauvenargues Beaurecueil, Jouques, Meyrargues, Peyrolles-en-Provence, Puyloubier, Saint-Antonin-sur-Bayon, Saint-Marc-Jaumegarde és Rians községekkel határos.

## Népesség
A település népessége az elmúlt években az alábbi módon változott:
| Lakosok száma | 271  | 585  | 674  | 896  | 1040 | 1023 | 1013 | 1007 | 1024 | 1058 |
|               | 1968 | 1982 | 1990 | 2006 | 2013 | 2015 | 2017 | 2019 | 2020 | 2022 |